# روجرو تورلی
روجرو تورلی (به ایتالیایی: Ruggiero Torelli) (زاده ۷ اکتبر ۱۸۸۴ در ناپل- درگذشته ۹ سپتامبر ۱۹۱۵ در مونفالکونه) ریاضیدان اهل ایتالیا بود که در زمینه هندسه و هندسه جبری فعالیت می کرد. وی که خود فرزند ریاضیدانی به نام گابریله تورلی بود، بیش از هر چیز به دلیل قضیه ای که به نام خود او قضیه تورلی  نامگذاری شده است در ریاضیات نامدار است. تورلی در دانشگاههای پیزا، پارما و پادوا فعالیت داشته است. از استادان او میتوان ائوجنیو برتینی و فرانچسکو سوری را برشمرد.